# فيديادر سوراجبراساد نيبول
فيديادر سوراجبراساد نيبول (بالإنجليزية: Vidiadhar Surajprasad Naipaul)‏، روائي بريطاني ولد في عام 1932 في «شاغواناس» قرب مرفأ أسبانيا في ترينيداد إلى أسرة هندوسية هاجرت من الهند. كان جده يعمل في قطع قصب السكر، وكان والده يزاول مهنة الصحافة والكتابة. في سن الثامنة عشرة غادر نيبول إلى إنكلترا حيث تحصل شهادة في الأدب عام 1953 من جامعة أوكسفورد. وهو يقيم منذ تلك الفترة في إنكلترا لكنه يخصص قسطا كبيرا من وقته لرحلات إلى آسيا وأفريقيا وأميركا. كرس حياته للكتابة الأدبية، وعمل في منتصف الخمسينات صحافيا لصالح هيئة الإذاعة البريطانية بي.بي.سي.

## رواياته
نشر العديد من الروايات وكتب الرحلات منها:
- عامل التدليك المتصوف، 1957م.
- شارع ميجيل، 1959م، صدرت بالعربية عن الهيئة المصرية العامة للكتاب ضمن سلسلة الجوائز.
- منزل السيد بيسواس، 1961م.
- المحاربون، 1975م.
- في منعطف النهر، 1977م، صدرت بالعربية عن دار الهلال ضمن سلسلة روايات الهلال عام 1992م.
- رواية الهند ألف ثائر وثائر، 1990م

## مهاجمة
في لقاء مع جريدة "الموندو" الأسبانية واسعة الانتشار، شن هجوما عنيفا على الإسلام والمسلمين دعا فيه إلى إجبار المملكة العربية السعودية ودول عربية وإسلامية، كمصر والجزائر وباكستان على حد قوله، أخرى على دفع تعويضات العمليات التي وقعت في نيويورك وواشنطن في 11 سبتمبر 2001. وأنه يتعين على المملكة العربية السعودية دفع التعويضات عن كل عملية "إرهابية" نفذها متطرفون إسلاميون على حد قوله. كما اتهم نيبول العرب بأنهم "يريدون أن يمدوا صمت الصحراء إلى كل مكان، فهم أمة جاهلة لا تقرأ، وهم يقفون ضد الحضارة، وأن المسلمين بشكل عام شعوب "مليئة دائما بالحقد، ويعتقدون أنه لا سبيل إلى التعايش مع شعوب أخرى إلا بالقوة". وهاجم كذلك العمليات الاستشهادية التي يقوم بها فدائيون فلسطينيون ضد الاحتلال الإسرائيلي قائلا: إن الأمر يتعلق بمتطرفين يحلمون بدخول الجنة.

## روابط خارجية
- فيديادر سوراجبراساد نيبول على موقع IMDb (الإنجليزية)
- فيديادر سوراجبراساد نيبول على موقع الموسوعة البريطانية (الإنجليزية)
- فيديادر سوراجبراساد نيبول على موقع مونزينجر (الألمانية)
- فيديادر سوراجبراساد نيبول على موقع إن إن دي بي (الإنجليزية)
- فيديادر سوراجبراساد نيبول على موقع ديسكوغز (الإنجليزية)
- فيديادر سوراجبراساد نيبول على موقع قاعدة بيانات الفيلم (الإنجليزية)
- نوبل «نيبول».. جائزة للآداب أم لغاية في نفس أبناء يعقوب؟!
- رواية في منعطف النهر - موقع ورقة